# Макуховка
Макуховка (укр. Макухівка) — село,
Ковалевский сельский совет,
Полтавский район,
Полтавская область,
Украина.
Код КОАТУУ — 5324081910. Население по переписи 2001 года составляло 813 человек.

## Географическое положение
Село Макуховка находится на левом берегу реки Коломак,
выше по течению примыкает село Андрушки,
на противоположном берегу — город Полтава и село Затурино.
Река в этом месте извилистая, образует лиманы, старицы и заболоченные озёра.

## История
- 1882 год — в селе Макуховка на реке Коломак на дюнных песках пастух нашёл клад золотых вещей, в составе которого был обнаружен византийский солид Ираклия, Ираклия Константина и Ираклиона (632—641).

## Объекты социальной сферы
- Клуб.

## Экология
- Крупная городская свалка Полтавы.